# كسوف الشمس 11 يونيو 2067
سيحدث كسوف حلقي للشمس في 11 يونيو 2067. يحدث كسوف الشمس عندما يمر القمر بين الأرض والشمس، وبالتالي يحجب صورة الشمس كليًا أو جزئيًا عن مشاهد على الأرض. يحدث الكسوف الحلقي للشمس عندما يكون القطر الظاهري للقمر أصغر من قطر الشمس، مما يحجب معظم ضوء الشمس ويتسبب في أن تبدو الشمس وكأنها حلقة. يظهر الخسوف الحلقي على شكل كسوف جزئي فوق منطقة من الأرض يبلغ عرضها آلاف الكيلومترات.

## كسوفات أخري ذات الصلة

### كسوف الشمس 2065-2069
هذا الكسوف هو جزء من سلسلة فصل دراسي. يتكرر الكسوف في سلسلة فصل دراسي من الكسوف الشمسي كل 177 يومًا تقريبًا و 4 ساعات (فصل دراسي) في العقد المتناوبة من مدار القمر.
| كسوف الشمس فترة 2065–2069 | كسوف الشمس فترة 2065–2069       | كسوف الشمس فترة 2065–2069 | كسوف الشمس فترة 2065–2069            | كسوف الشمس فترة 2065–2069 |
| ------------------------- | ------------------------------- | ------------------------- | ------------------------------------ | ------------------------- |
| Descending node           | Descending node                 |                           | Ascending node                       | Ascending node            |
| 118                       | July 3, 2065 [الإنجليزية] جزئي  | 123                       | December 27, 2065 [الإنجليزية] جزئي  |                           |
| 128                       | June 22, 2066 [الإنجليزية] حلقي | 133                       | December 17, 2066 [الإنجليزية] كلي   |                           |
| 138                       | كسوف الشمس 11 يونيو 2067 حلقي   | 143                       | December 6, 2067 [الإنجليزية] Hybrid |                           |
| 148                       | May 31, 2068 [الإنجليزية] كلي   | 153                       | November 24, 2068 [الإنجليزية] جزئي  |                           |
| 158                       | May 20, 2069 [الإنجليزية] جزئي  |                           |                                      |                           |

### ساروس 138
وهو جزء من دورة ساروس 138 ويتكرر كل 18 سنة و 11 يومًا وتحتوي على 70 حدثًا. بدأت السلسلة بكسوف جزئي للشمس في 6 يونيو 1472. تحتوي على كسوف حلقي من 31 أغسطس 1598 حتى 18 فبراير 2482 مع كسوف هجين في 1 مارس 2500. تنتهي السلسلة في العضو 70 ككسوف جزئي في 11 يوليو 2716. ستكون أطول مدة للإجمالي 56 ثانية فقط في 3 أبريل 2554.
| تحدث أعضاء السلسلة 25–35 بين عامي 1901 و 2100: | تحدث أعضاء السلسلة 25–35 بين عامي 1901 و 2100: | تحدث أعضاء السلسلة 25–35 بين عامي 1901 و 2100: |
| 25                                             | 26                                             | 27                                             |
| ---------------------------------------------- | ---------------------------------------------- | ---------------------------------------------- |
| 6 مارس 1905                                    | 17 مارس 1923                                   | 27 مارس 1941                                   |
| 28                                             | 29                                             | 30                                             |
| 8 أبريل 1959                                   | 18 أبريل 1977                                  | 29 أبريل 1995                                  |
| 31                                             | 32                                             | 33                                             |
| 10 مايو 2013                                   | 21 مايو 2031                                   | 31 مايو 2049                                   |
| 34                                             | 35                                             |                                                |
| 11 يونيو 2067                                  | 22 يونيو 2085                                  |                                                |

### سلسلة تريتوس
هذا الكسوف هو جزء من دورة تريتوس، ويتكرر عند عقد المتناوبة كل 135 شهرًا متزامنًا (≈ 3986.63 يومًا، أو 11 عامًا ناقص شهر واحد). مظهره وخط طوله غير منتظمين بسبب نقص التزامهما مع الشهر غير الطبيعي (فترة الحضيض)، لكن التجمعات المكونة من 3 دورات تريتوس (33 عامًا ناقص 3 أشهر) تقترب (≈ 434.044 شهرًا غير طبيعي)، لذا فإن الكسوف متشابه في هذه التجمعات.
| أعضاء السلسلة بين عامي 1901 و 2100 | أعضاء السلسلة بين عامي 1901 و 2100 | أعضاء السلسلة بين عامي 1901 و 2100 | أعضاء السلسلة بين عامي 1901 و 2100 |
| ---------------------------------- | ---------------------------------- | ---------------------------------- | ---------------------------------- |
| 21 سبتمبر 1903 (ساروس 123)         | 21 أغسطس 1914 (ساروس 124)          | 20 يوليو 1925 (ساروس 125)          |                                    |
| 19 يونيو 1936 (ساروس 126)          | 20 مايو 1947 (ساروس 127)           | 19 أبريل 1958 (ساروس 128)          |                                    |
| 18 مارس 1969 (ساروس 129)           | 16 فبراير 1980 (ساروس 130)         | 15 يناير 1991 (ساروس 131)          |                                    |
| 14 ديسمبر 2001 (ساروس 132)         | 13 نوفمبر 2012 (ساروس 133)         | 14 أكتوبر 2023 (ساروس 134)         |                                    |
| 12 سبتمبر 2034 (ساروس 135)         | 12 أغسطس 2045 (ساروس 136)          | 12 يوليو 2056 (ساروس 137)          |                                    |
| 11 يونيو 2067 (ساروس 138)          | 11 مايو 2078 (ساروس 139)           | 10 أبريل 2089 (ساروس 140)          |                                    |
| 10 مارس 2100 (ساروس 141)           |                                    |                                    |                                    |

### دورة ميتونيك
تتكرر سلسلة ميتونيك الكسوف كل 19 عامًا (6939.69 يومًا)، وتستمر حوالي 5 دورات. يحدث الكسوف في نفس تاريخ التقويم تقريبًا. بالإضافة إلى ذلك تتكرر سلسلة اوكتون الفرعية 1/5 هذه المدة أو كل 3.8 سنوات (1387.94 يومًا).
| 21 من أحداث الكسوف بين 12 يونيو 2029 و 12 يونيو 2105 | 21 من أحداث الكسوف بين 12 يونيو 2029 و 12 يونيو 2105 | 21 من أحداث الكسوف بين 12 يونيو 2029 و 12 يونيو 2105 | 21 من أحداث الكسوف بين 12 يونيو 2029 و 12 يونيو 2105 | 21 من أحداث الكسوف بين 12 يونيو 2029 و 12 يونيو 2105 |
| 11-12 يونيو                                          | 30-31 مارس                                           | 16 يناير                                             | 4-5 نوفمبر                                           | من 23 إلى 24 أغسطس                                   |
| 118                                                  | 120                                                  | 122                                                  | 124                                                  | 126                                                  |
| ---------------------------------------------------- | ---------------------------------------------------- | ---------------------------------------------------- | ---------------------------------------------------- | ---------------------------------------------------- |
| 12 يونيو 2029                                        | 30 مارس 2033                                         | 16 يناير 2037                                        | 4 نوفمبر 2040                                        | 23 أغسطس 2044                                        |
| 128                                                  | 130                                                  | 132                                                  | 134                                                  | 136                                                  |
| 11 يونيو 2048                                        | 30 مارس 2052                                         | 16 يناير 2056                                        | 5 نوفمبر 2059                                        | 24 أغسطس 2063                                        |
| 138                                                  | 140                                                  | 142                                                  | 144                                                  | 146                                                  |
| 11 يونيو 2067                                        | 31 مارس 2071                                         | 16 يناير 2075                                        | 4 نوفمبر 2078                                        | 24 أغسطس 2082                                        |
| 148                                                  | 150                                                  | 152                                                  | 154                                                  |                                                      |
| 11 يونيو 2086                                        | 31 مارس 2090                                         | 16 يناير 2094                                        | 4 نوفمبر 2097                                        |                                                      |